# قاموس سترونغ

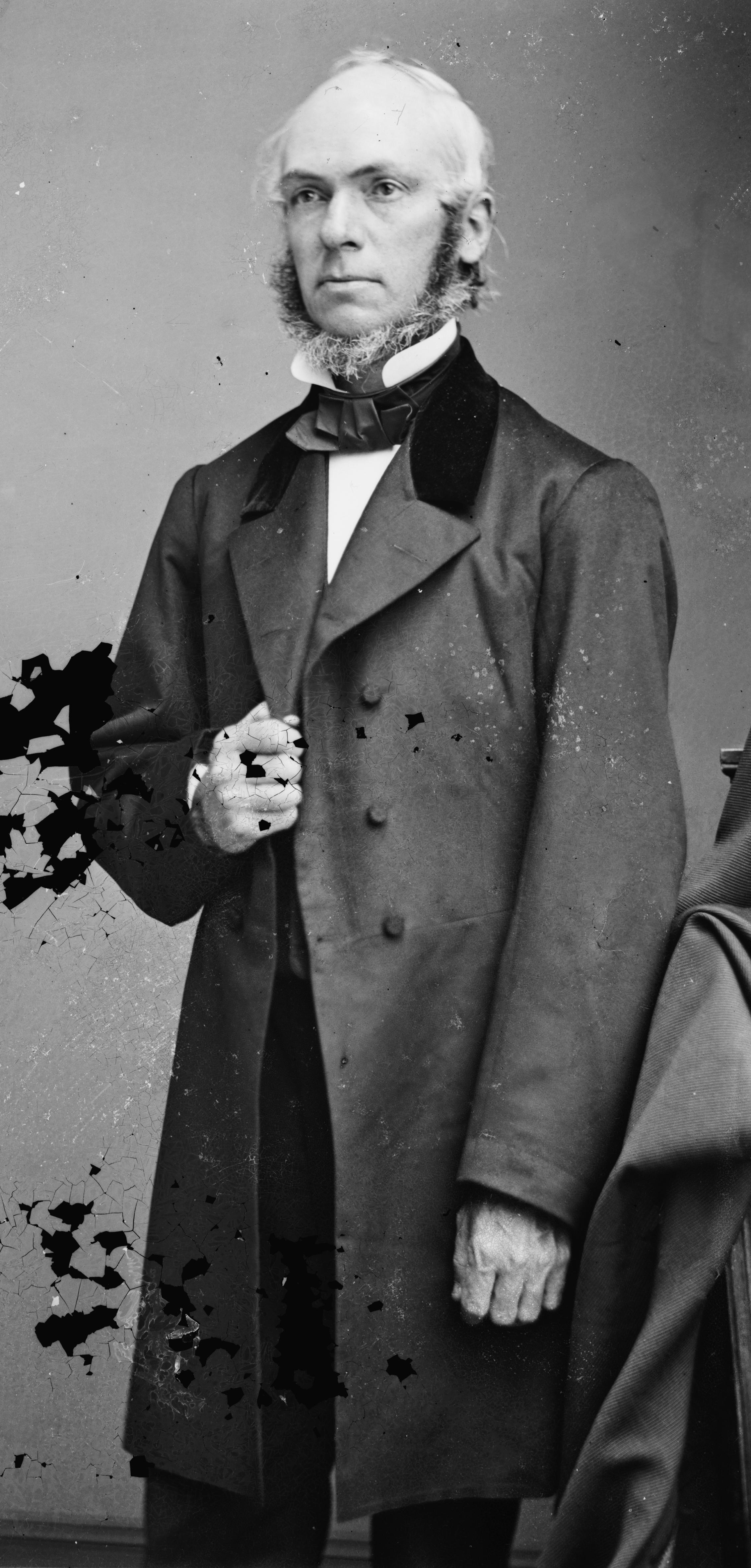
جيمس سترونغ، ثيولوجي أمريكي (14 أغسطس 1822 - 7 أغسطس 1894)

قاموس سترونغ: هو قاموس إنجليزي لمصادر الكلمات العبرية واليونانية في العهد القديم والعهد الجديد حسب ترجمة الملك جيمس للكتاب المقدس.
ألف القاموس بمساعدة أكثر من مائة زميل للدكتور جيمس سترونغ (1822-1894) وطبع للمرة الأولى عام 1890.
يعتمد القاموس على جذور الكلمات العبرية واليونانية ويشير لكل كلمة برقم يشير المختصون برقم سترونغ. ورغم اختصاره وقدمه ما زال مرجع معتمد ذو طبعات حديثة ومن أشهر قواميس كلمات الكتاب المقدس.

## مثال
الكلمة العبرية برقم 2533 (حمدان) المذكورة في التكوين مع الأصل واللفظ والمعنى:
H2533
חמדּן
chemdân
khem-dawn'
From H2531; pleasant; Chemdan, an Idumaean: - Hemdan